# Joaquín Rodríguez Ortega
Joaquín Rodríguez Ortega, conocido como Cagancho (Sevilla, 17 de febrero de 1903-México, 1 de enero de 1984), fue un matador de toros español gitano.Su estilo de toreo de grandes genialidades y numerosas espantadas hizo de él un personaje de leyenda, dando lugar a las varias acepciones de la expresión "quedar como Cagancho". Desarrolló la mayor parte de su carrera profesional en México y perteneció a una época dorada del toreo, siendo coetáneo de figuras como Belmonte o Rafael Gómez "El Gallo".

## Biografía
Joaquín Rodríguez nació en el barrio sevillano de Triana, nieto de El Fillo, un cantaor de flamenco, e hijo de un herrero. Su nombre en los carteles procede, según una entrevista concedida en 1928 al Diario de Cádiz, del apodo de la familia del padre del torero, saga de célebres cantaores trianeros con el nombre de Los Caganchos.
Toreó la primera vaquilla cuando tenía quince años, debutó de luces en San Fernando, cuando tenía veinte, y un año después se presentaba en la Maestranza de Sevilla, en una novillada nocturna. Durante esta etapa de novillero, Cagancho se hizo famoso en 1926 en La Monumental de Barcelona y causó sensación en Madrid, al torear con el capote con las manos bajas, algo hasta entonces desusado. De gran elegancia, Cagancho también fue apodado el gitano de los ojos verdes.
Fue en abril de 1927 cuando Rafael Gómez "El Gallo" le dio la alternativa en Murcia, y durante la misma temporada Victoriano Roger Valencia II se la confirmó en Madrid. Fue por entonces, durante los últimos años de la década de los veinte, cuando consiguió los mejores momentos, con una innata exuberancia de su arte y el conocimiento de los cánones de la tauromaquia.
El 2 de diciembre de 1928 toreó debutó en El Toreo de La Condesa en México junto a Fermín Espinosa Armillita y el singuilucano Heriberto García, país que un cuarto de siglo después le despediría de los ruedos, haciendo una faena memorable. Allí cosecharía sus mayores éxitos a lo largo de una carrera que, en general, fue en decadencia, con momentos de gran brillantez en contadas ocasiones. Sin embargo, esos brotes eran de tal genialidad, que de nuevo resurgía como figura cumbre y exclusiva. Cagancho volvió a la plaza de Las Ventas al final de su carrera, obsequiando a la afición con un recital de majestuosos lances a la verónica. Se retiró en la temporada 1953-54 en México, donde se afincó y vivió el resto de su vida.
Joaquín Rodríguez murió a consecuencia de un cáncer de pulmón, en el Sanatorio Español de la capital mexicana, a la edad de 81 años.

## Cagancho en la cultura popular

### Quedar como Cagancho en Almagro
Tanto la expresión «quedar como Cagancho en Almagro» como «quedar como Cagancho en Priego» se utilizan como sinónimos de hacer las cosas verdaderamente mal y en público. 
El origen de la expresión se encuentra en la corrida celebarada el 25 de agosto de 1927 en la plaza de toros de Almagro con cartel de Cagancho, Antonio Márquez y Rayito. La actuación de Cagancho fue deplorable. En su primer toro Cagancho fue desganado y cobarde, pinchando en hueso a la hora de matar en el cuello, y después en el brazuelo, lugares ambos absolutamente vedados. En su segundo toro el espectáculo fue vergonzante. Cagancho huía del toro y, al sonar el tercer aviso, signo de que el toro debe ser devuelto al corral porque el torero es incapaz de matarlo, Cagancho seguía intentando matar al animal sin salir de la barrera, estoqueando en cualquier parte del astado, ayudado por sus subalternos. Se dice que a aquel toro no lo mataron; lo asesinaron. Ante una de las mayores broncas de la historia del toreo, el torero fue conducido a la cárcel por la Guardia Civil, acusado de escándalo público, habiendo tenido que intervenir incluso un destacamento de Caballería del Ejército.
De esta forma relata la crónica de ABC los toros de Cagancho (tercero y sexto): 

Tercero. Colorao, bragao y recogido de cuernos. Cagancho emplea varios telonazos al recogerlo, pero sin exposición; luego, en un quite, sale apuradillo. Hay un puyazo monumental de Catalino. Rafaelillo y Guerrilla palitroquean bien. Cagancho sufre en el primer pase una colada. Muletea aliñado y distanciadísimo, empleando pases sin ligar. Entre una bronca, da un pinchazo, echándose fuera descaradamente; otro igual; otro. (Monumental bronca.) Otro cuarteando feamente; otro. (Gran escándalo.) Otra puñalada; cinco intentos de descabello por Cagancho. (Enorme bronca.) Guerrilla apuñala al toro a la primera». «Sexto. Grande y con buenas defensas. De salida siembra el pánico entre la torería. Cagancho huye, y el público protesta ruidosamente. Mal picado y peor banderilleado, pasa a manos de Cagancho. La faena de este torero incomprensible es un espectáculo lamentable. Huye ante el toro, pincha como puede y donde puede, agujereando al bicho por todas partes, presa en todo momento de un pánico indescriptible. La bronca es ensordecedora. Suena un aviso, y Cagancho, harto de pinchar, toma la barrera, e intenta marcharse. El público le apostrofa. Rayito descabella, y Cagancho es conducido a la cárcel, en medio de una gritera inenarrable. No puede darse nada más vergonzoso».

### Quedar como Cagancho en Las Ventas
En cuanto a la expresión «quedar como Cagancho en Las Ventas» o «armar la de Cagancho en las Ventas», ésta tiene un sentido opuesto a la anterior.  El 31 de mayo de 1953 hizo una faena memorable a su segundo toro, el cuarto de la tarde, con unas verónicas que alborotaron de alegría al público y de la que se habló durante toda la temporada y las siguientes. Es, por tanto, adecuado decir «armar la de Cagancho en las Ventas» en sentido positivo. Por ejemplo, en varias novelas de Miguel Delibes sus personajes utilizan la expresión «una ovación, que ni Cagancho».

Salió el Zoilo entonces con una bandera y la puso sobre el cartel. El tío se llevó una ovación que ni Cagancho. Luego subimos hasta el Gobierno Civil pidiendo Gibraltar.
Diario de un cazador (1955). Autor: Miguel Delibes

## Filmografía
Joaquín Rodríguez protagonizó la película Pasión gitana (José Díaz Morales, 1945),también conocida como Los amores de un torero junto a Carmen Amaya y Ángel Garasa, y trabajó en Santos el magnífico (The Magnificent Matador; Budd Boetticher, 1955) junto a Anthony Quinn.